# مات فريز
مات فريز (بالإنجليزية: Matt Freese) هو لاعب كرة قدم أمريكي في مركز حراسة المرمى، ولد في 2 سبتمبر 1998 في Wayne, Pennsylvania ‏ في الولايات المتحدة. لعب مع بثلهام ستييل وفيلادلفيا يونيون.

## وصلات خارجية
- مات فريز على موقع الدوري الأمريكي (الإنجليزية)
- مات فريز على موقع قاعدة بيانات كرة القدم.إي يو (الإنجليزية)
- مات فريز على موقع Soccerway.com (الإنجليزية)